# Chaetophthalmus occlusus
Chaetophthalmus occlusus är en tvåvingeart som beskrevs av Cantrell 1985. Chaetophthalmus occlusus ingår i släktet Chaetophthalmus och familjen parasitflugor. Inga underarter finns listade i Catalogue of Life.